# هارولد (داکوتای جنوبی)
هارولد(به انگلیسی: Harrold) شهری در ایالت داکوتای جنوبی کشور ایالات متحده آمریکا است که جمعیت آن در سرشماری سال ۲۰۱۰ میلادی، ۱۲۴ نفر بوده‌است.